# Rasmus Villumsen
Karl Ole Rasmus Willumsen (* 17. november 1907 i Upernavik Kujalleq; † november 1930 på den grønlandske indlandsis) 1930 var en grønlandsk ekspeditionsdeltager.

## Liv
Rasmus Villumsen blev født i Upernavik Kujalleq i 1907 som søn af Hans Frederik Lars Willumsen (1865-1939) og hustru Johanne Juliane Judithe Møller (1882-1920). Efter hans mors død flyttede familien  i 1920'erne til Ukkusissat, hans fars hjemby.
Villumsen deltog i 1930 som hundefører i Alfred Wegeners 3. Tyske Grønlandsekspedition til Grønlands indlandsis. For at forsyne forskningsstationen Eismitte drog Wegener den 21. september 1930 ud på en fjerde og sidste transporttur inden vinteren med meteorologen Fritz Loewe og 13 grønlændere (bl.a. Villumsen). På grund af snestormene, der startede tidligt det år, måtte transporten opgives. Grønlænderne vendte tilbage undtagen Villumsen.
Målet for Wegener, Loewe og Villumsen, var at senere afløse Johannes Georgi og Ernst Sorgesom, der overvintrede på Eismittte. Den 30. oktober nåede de forskningsstationen Eismitte (overvejende en hule gravet ned i isen) med deres hundeslæder under ekstremt vanskelige forhold. På tilbagevejen, som Villumsen startede med Wegener, døde Wegener sandsynligvis omkring den 16. november 1930. Den 12. maj 1931 blev Wegeners omhyggeligt konstruerede grav fundet i isen. Dødsårsagen var sandsynligvis hjertesvigt på grund af overanstrengelse. Rasmus Villumsen der begravede ham, forblev savnet og med ham Wegeners dagbog. Det formodes dog, at han var mindst endnu to dage på farten med hundeslæden.
På den nye skolebygning i Ukkusissat hænger der en bronzeplade til minde om ham. På pladen står der på grønlandsk og tysk: »Til minde om Rasmus Villumsen fra Ukkisissat, der sammen med Alfred Wegener døde i kulden og mørket i november 1930«
"